# ریترنشمانت
ریترنشمانت (به هلندی: Retranchement) یک منطقهٔ مسکونی در هلند است که در اسلایس واقع شده‌است. ریترنشمانت  ۴۱۵ نفر جمعیت دارد.